# 宍戸里帆
宍戸 里帆（ししど りほ、2001年10月14日 - ）は、日本のAV女優。マインズ所属。東京都出身。

## 経歴
2022年MOODYZ（ムーディーズ）専属女優としてデビュー。
14歳、中学2年生の時に好きだった同級生から『こういうのがあるんだよ』と教えられ、スマホで見たのがAVとの出会いとなる。やがてその彼と初体験を済ませるが、これが同級生の間で広まり、からかいの的となってしまう。しかし鮮烈にAVの記憶が残っていたことで、大学進学を見据えた将来の進路として、映像もしくは文学系の大学教授かAV女優の二択となり、唯一無二のものは後者であるとプロダクションに応募。AVへの熱い気持ちを5枚の原稿用紙に書いて送った。デビューまでの経緯や覚悟はnoteに自身で綴ったほか、デビュー作や、小学館発売のデジタル写真集でも取り上げられた。
小学館『週刊ポスト』2022年4月1日号で初グラビア。同年には第一志望の大学に合格。
2022年5月に発表されたアサヒ芸能「2022現役AV女優SEXY総選挙」で第41位。月刊FANZA発表「このAV女優がすごい!2022夏」新人編1位。
後述のようにデビュー年よりコラム執筆やメディア出演など本業以外でも活動しているが、セックスは楽しいということを伝えたい点から、あくまでもAV女優が本業とインタビューなどでは答えている。
2023年5月6日、埼玉県・しらこばと水上公園にて開催されたプール撮影会「＃フレッシュフェス2023撮影会」に大槻ひびき、小倉由菜、乙アリス、うんぱい、栗山莉緒、福田もも、和久井美兎、桜空ももと共にモデルとして参加。
2023年6月18日、埼玉県・大門上池調節池広場で行われたカスタムカーイベント「NS ROUNDER Vol.14 SAITAMA」にクイーンカジノガールとしてうんぱい、夏川ゆず、栗山莉緒、天野花乃、紫月ゆかりらと出演した。
2023年11月29日、初主演映画『モーテル303』が劇場公開。
2024年3月30日に自身のSNSを通じて大学卒業を報告。また同年12月17日には、より多くの作品に出たいという意気込みからMOODYZ（ムーディーズ）専属を卒業し、企画単体女優へ転身することを発表した。
2025年2月10日週FANZA通販フロアランキングでは、出演した『MOODYZファン感謝祭 バコバコバスツアー2025 素人17名とAV女優17名の1泊2日大乱交 新世代AVオールスター覚醒！』が予約段階で初登場3位を記録。
同年5月19日週FANZA通販フロアランキングにて、『Gカップで挟むだけなら浮気SEXじゃないですよね？おっぱいマ●コ NTR』が初登場8位を記録。

## 人物
バストサイズは86センチ。大きいことに加え、軟乳なので垂乳なのがコンプレックスだったが、デビュー以降はそれが逆に私らしさとしている。業界入りしてからはパフィーニップル（ぷっくり乳輪）と言われ、これも売りの一つとした。東京の下町出身。映画好きの両親のもとで育った4人妹弟の長女。
運動以外は何をやっても平均点で放課後一人で図書室に入り浸るタイプ。自身の容姿を「特別可愛いわけではない、スタイルがいいわけでもない、テクニックがあるわけでもない。ただし身にまとうエロさ、やれそうと思うだけの親しみやすさ生々しさがある」と自己分析しており、男性目線で作品を見たときに重要視される抜ける雰囲気を持つ点が唯一秀でてる点なのではと仮定している。
芸名はAV女優っぽいキラキラした名前はあえて避け、無難なものにしようということを前提に、素人時代から使用したペンネーム「りほ」に、マネージャーが考えた字画のいい名字候補の中から、自分で呼び掛けたときにしっくり来た「シシド」を加えたもの。ニックネーム「リポD」も素人時代のペンネームが「りぽ」だったことに由来する。
好きな紅茶はルイボスティー。果物は梨と桃。好きな作家は作者は強いてあげるならアンソニー・バージェス、夢野久作。好きな漫画は生き方を教わったとも言える漫画『ジョジョの奇妙な冒険』。特に第5部主人公のジョルノ・ジョバァーナについてはセリフ『｢覚悟｣とは！！暗闇の荒野に進むべき道を切り開く事だッ！』を座右の銘ともしている。
映画は基本的に洋画を見る（好きな監督はフランソワ・トリュフォー）が、教養として黒澤明・小津安二郎・溝口健二・成瀬巳喜男らの作品を歴史を遡るように鑑賞している。「面白い」を具現化してる映画としては『バック・トゥ・ザ・フューチャー』を挙げている。
幼少時からオーケストラ楽団に所属し、高校で軽音楽部に在籍した経験から、鍵盤楽器全般とギターが弾ける。映画、音楽などサブカルチャー的な趣味は父親の影響が大きいとのこと。小、中学生時代はファゴット、オーボエ、ソプラノリコーダーを担当。この影響で譜面も読める。父からはアリアプロIIのマグナをもらい受けている。
「好きな言葉」としてしばしば挙げるのは｢全てが異なるためには何も変えてはならない。 (Ne change rien, pour que tout soit différent)」で、デビュー時の宣伝でも使用された（ゴダールの作品『映画史』でロベール・ブレッソンの言葉として引用された一句。ブレッソン自身の表現は多少違っており「何一つ変更を加えず、かつすべてが違ったものとなるように。(Sans rien changer, que tous soit différent.)」）。
2022年に成立公布されたAV出演被害防止・救済法については、「ドリームウーマン」シリーズのようなハード作品が作れなくなったことを嘆いている（法律を受け、ぶっかけ系作品が最大男優4人までと自主規制されたことによる）。また、法を違反していいという意味ではなく、対世間のイメージとして「アングラな雰囲気がないと魅力ない」「オープンすぎることは文化価値を失う」とも発しており、現代ビジネスでは同時代の女優としては「やや異端の存在」と表現している。

## 作品

### アダルトビデオ
- 新人 専属 20歳 インテリでゆるカワな現役女子大生 笑顔の天使AVデビュー 宍戸里帆（3月1日、MOODYZ）[28]
- 中学時代からの妄想エッチ初体験 めっちゃイキまくり4本番 宍戸里帆（4月5日、MOODYZ）[29][30]
- ふわっふわ美巨乳Gカップ色白柔らかボディで濃厚ご奉仕 現役名門女子大生のドキドキ初体験ソープ 宍戸里帆（5月3日、MOODYZ）[31]
- 彼女の巨乳お姉ちゃんがノーブラ族で我慢できない…！ 宍戸里帆（6月7日、MOODYZ）[32]
- 一度射精しても、密着おっぱい囁きでヌイてくれる回春エステ 宍戸里帆（7月5日、MOODYZ）[33]
- 禁欲解禁！焦らされアクメ！性欲バグり覚醒オーガズム 宍戸里帆（8月2日、MOODYZ）[34]
- エロかわ神コスプレ性感パイズリ令和女学園へようこそ! ぜ～んぶ挟射ザーメン搾り取りスペシャル! 宍戸里帆（9月6日、MOODYZ）[35]
- Gカップおっぱいと愛情で包み込む優しくてイヤラしい 最高の筆おろし 宍戸里帆（10月4日、MOODYZ）[36]
- もしも美巨乳柔らかGカップがデート中に突然パイズリしてきたら… ヤル? ヤラない?? 初めてのデートの最中、いきなり発情! おっぱい密着囁き小悪魔パイズリお姉さん 宍戸里帆（11月1日、MOODYZ）[37][38]

- スーツが似合うイケメン先輩社員に巨乳彼女が本気になってしまった寝取られ話 宍戸里帆（1月17日、MOODYZ）[39]
- フラチ ランキング1位三冠制覇！好きになってはいけない向かい部屋の住人と都合のイイ不埒な関係 宍戸里帆（4月4日、MOODYZ）[40][41]
- 担任教師の僕は生徒の誘惑に負けて放課後ラブホで何度も、何度も、セックスしてしまった… 宍戸里帆（5月2日、MOODYZ）[42]
- 閉店後のバイト先で… マザコン店長に毎日ねっとり乳イカせ残業で開発されているワタシ。 宍戸里帆（6月6日、MOODYZ）[43]
- 彼女は私の生徒であり最高の愛人… 巨乳女子大生と授業終わりで一泊十三発の不倫温泉旅行 宍戸里帆（7月4日、MOODYZ）[44]
- むっちり巨乳と敏感お〇んこでドバドバ連続ヌキしてくれるハーレム風俗フルコース 宍戸里帆 中山ふみか（8月1日、MOODYZ）[45]
- 大切な彼女がクラスのDQN達に媚薬を使って犯されキメセク堕ちしているのを見てクズ勃起 宍戸里帆（9月5日、MOODYZ）[46]
- 乳首びんびん巨乳妻 ボロ独身寮でガニ股オーガズム 宍戸里帆（10月3日、MOODYZ）[47]
- 解禁 生まれて初めての中出し性交 宍戸里帆（11月21日、MOODYZ）[48]
- 無防備すぎるデカパイ女教師は俺たちの乳便器 ぶっかけ中出しレ×プ輪姦 集団ピストン17発ベトベト精液汚辱 宍戸里帆（12月5日、MOODYZ）[49]

- 「ド田舎は暇で退屈ですよね」地味メガネ巨乳妻の無制限中出しソープ 古民家でこっそり開業乳首ビンビンにゅるにゅるご奉仕 宍戸里帆（1月2日、MOODYZ）[50][51]
- 宍戸里帆ファーストベスト MOODYZデビュー1年分12作品12時間（1月30日、MOODYZ）[52]※単体ベスト
- 妹の性欲モンスター彼氏に恥ずかしいほど中出しでイカされまくったワタシ… 宍戸里帆（2月6日、MOODYZ）[53]
- ノンストップ12時間Gスポットポルチオ開発ドキュメント 感度爆上がりおま〇こ激ピストン連続アクメ子宮満タン中出し15発 宍戸里帆（3月5日、MOODYZ）[54]
- 行列ができる中出し肉便器 精子逆流追撃プレス 宍戸里帆（4月2日、MOODYZ）
- 妊活温泉中出し乱交NTR 子供ができず悩んでいた妻が嫌がっていた町内会の旅行についてきた。その夜、子沢山で有名な性豪オヤジたちと一緒に男風呂へ入っていくなんて… 宍戸里帆（5月7日、MOODYZ）
- 「もうイッてるってばぁ!」 ギブアップの声も無効 濃厚親父ベロキスで塞がれ何度も何度も中出し!! 宍戸里帆（6月4日、MOODYZ）
- 「イクときは絶対りほの前だけですよ…」 ちょっぴり束縛気味な彼女の緩急ヤバすぎギアチェン騎乗位で精子ぶっこ抜かれるズッキュン! 年下淫語（敬語ver）& LOVEたっぷりオナサポ同棲性活 宍戸里帆（7月2日、MOODYZ）
- 観れば絶対乳首イキさせられる! アナタもヌイて学べる宍戸里帆と一緒に! How to SEX! 「乳首イキできたら中出し」編（8月6日、MOODYZ）
- ハーレム乳擦り介助で30発吐精パイズリ看護してくれるトリプル巨乳ナース中出し病棟 宍戸里帆 弥生みづき 美園和花（9月3日、MOODYZ）
- バスタイムで発情 預かった甥っ子たちに監禁されて性処理中出しペットにされた1週間 宍戸里帆（10月1日、MOODYZ）
- 大嫌いな変態教師たちに囲まれてセクハラされた教育実習生の私… 校内で助けも呼べず声殺してサイレント集団レ×プ 敏感マ〇コをイカされ続け精子べっとり中出し輪姦 宍戸里帆（11月5日、MOODYZ）[55]
- 僕をダメにするドスケベ愛人 笑顔、性格、カラダ、エロ、相性、時間、妻なんかよりも気持ちイイ里帆と体液まみれでハメ狂いする隠し子づくり中出し不倫記録―― 宍戸里帆（12月3日、MOODYZ）

- 禁欲・飲酒・専属卒業を経て宍戸里帆が見せた等身大の姿 本性さらけ出し中出し交尾（1月21日、	E-BODY）
- ドスケベGカップ爆乳に恥ずかしいアへ顔 宍戸里帆2nd BEST（1月21日、MOODYZ）※単体ベスト
- 洗脳LIKEボタンで巨乳パパ活ビッチをガチ恋服従させられる神マッチングアプリ 宍戸里帆（1月28日、ダスッ!）
- ボクだけが知ってる女教師のウラ。エグい程下品な体液だらだらPtoMびんびん中出し 宍戸里帆（1月28日、痴女ヘブン）
- 洗脳LIKEボタンで巨乳パパ活ビッチをガチ恋服従させられる神マッチングアプリ 宍戸里帆（1月28日、ダスッ!）
- 「童貞くんのオナニーのお手伝いしてくれませんか…」 海水浴場で声を掛けた心優しい水着美女がマジックミラー号で童貞くんを赤面筆おろし! 2024夏（2月6日、SODクリエイト）
- 都会で童貞を馬鹿にされ帰省したら僕を可愛がる母性丸出し巨乳お義姉ちゃんたちとの筆おろしと甘々SEXで7発射精させてもらった 莉々はるか 宍戸里帆（2月18日、E-BODY）[56]
- 僕が先に好きだったのに… 告白を決めていた卒業旅行、里帆が選んだのはイケイケな友人の激しいSEXでした。 宍戸里帆（2月18日、PREMIUM）
- 大学に行きたいなら俺の子を孕め…裏口入学仲介教師が撮影したわいせつ輪姦映像 宍戸里帆（3月4日、kawaii*）
- 出張先でホロ酔いになった憧れの女上司が痴女豹変! 僕の絶倫チ〇ポを奪い合い精子枯れるまで逆3P中出し相部屋 五日市芽依 宍戸里帆（3月4日、ワンズファクトリー）
- 発育の良過ぎる女子マネージャーを個室で密着汗だく種付けセックス。 宍戸里帆（3月4日、アタッカーズ）
- Gcupおっぱい媚薬アクメ拷問 違法製薬工場に潜入し囚われた秘密巨乳スパイ快楽調教フルコース 宍戸里帆（3月18日、OPPAI）
- 主観調教 俺だけの巨乳オナサポペット ドMの教え子に射精お手伝いを教え込む 宍戸里帆（3月18日、Fitch）
- 欲求不満の文系少女が孕ませ風俗店長の官能ベロキスに溺れてドロドロ汗だく肉欲まみれ中出し性交 宍戸里帆（3月18日、本中）
- MOODYZファン感謝祭 バコバコバスツアー2025 素人17名とAV女優17名の1泊2日大乱交 新世代AVオールスター覚醒!（3月18日、MOODYZ）
- いつだって無防備ノーブラハミ乳で無自覚誘惑してくる彼女のお姉ちゃんに「勃起してるのバレバレだよ？」と見透かされ、プランク騎乗位＆ミューイングフェラで彼女に隠れて何度も何度もイカされたボク。宍戸里帆（3月21日、DOC）
- レズビアンに囚われた女潜入捜査官 ～裏切りと悦楽に乱れる闇の密売組織編～ 宍戸里帆 大槻ひびき（4月8日、ビビアン）
- おばさんには内緒にしておいてあげるから… いっぱいしよ? 8年ぶりに再会した姪っ子の発育盛りのおっぱいといやらしい腰使いに耐えきれず何度も何度も中出ししてしまった私。 宍戸里帆（4月15日、エムズビデオグループ）
- ウチの弟マジでデカイんだけど見にこない? 同人フロアで3冠達成! 超大ヒット作品を再・実写化! 宍戸里帆 沙月恵奈 春陽モカ（4月15日、MOODYZ）
- 色白デカ尻の家事代行おばさんに即ハメ! デカチンの虜になった人妻が翌日勝手に押しかけてきたので満足するまで何度も中出ししてあげた 42 宍戸里帆（5月6日、DEEP'S）
- 人妻の浮気心 宍戸里帆（5月6日、人妻援護会/エマニエル）[57]
- 地味眼鏡OLは大嫌いなキモおじ部長にチ〇ポ堕ち…都合の良いイクイク敏感マゾペット 宍戸里帆（5月13日、マドンナ）
- 代打ま○こ 撮影中におま○こが痛くなってしまった女優さんの代わりに現場にいた心優しい巨乳SOD女子社員3名が《結合部しか撮らないから》と交渉され替えマン出演（5月22日、SODクリエイト）※SOD女子社員「五関麻琴」名義で出演。
- 痴漢集団に完堕ちする通学中の巨乳女子〇生 宍戸里帆（5月23日、TMA）
- ヤリマン里帆の本気食い!! 我慢できずに素人逆ナンSEX 宍戸里帆（5月24日、クリスタル映像）
- おチンチン舐めてあげるから恋人のフリしてっ! 早く結婚しろとうるさい両親を安心させるために超カワイイ同期女子の一日彼氏になったボク 宍戸里帆（5月27日、ROYAL）
- シン・乳首オーガズム 全神経が快感で痺れる、最高峰アクメ 宍戸里帆（6月6日、プレステージ）
- M男を喰い漁る発情ド痴女 何よりもオチ〇チ〇が好物な女 宍戸里帆（6月10日、ROOKIE）
- このメス女… 只今発情真っ盛り!? 宍戸里帆としてみませんか?（6月10日、クリスタル映像）
- ドスケベ爆乳4人姉妹 ド田舎の暇潰しで親戚の僕らを四六時中痴女ってくる7日間 爆裂乳揺れピストン騎乗位が超ヤバイっ! 天月あず 姫咲はな 宍戸里帆 有岡みう（6月24日、痴女ヘブン）
- Gカップで挟むだけなら浮気SEXじゃないですよね? おっぱいマ●コ NTR 宍戸里帆（6月27日、h.m.p）
- 宍戸里帆の凄テクを我慢できれば生★中出しSEX!（2025年8月5日、ワンズファクトリー）

### アダルトVR
- 「お待たせ… やっと理想の恋人になれたね」 宍戸里帆初VRイチャラブしまくり2SEX 8K Special!!（5月31日、MOODYZ）

- 巨乳女子わいせつ診察 テレパシーで聴こえるむっつりＨな妄想のお望み通りナマ中出しセックス 宍戸里帆（3月14日、MOODYZ）
- 風呂を借りに来た巨乳後輩JDの無防備すぎる濡れ乳&髪がエロすぎて…我慢できずにビッショリ中出しでハメまくった。宍戸里帆（9月20日、MOODYZ）

- 乳我慢Sweet Room 日頃甘えている年上彼女を思い通りにさせてしまった結果。触れないおっぱいを何度も見せつけられ、みっともなくガマン射精をしてしまった。宍戸里帆（1月27日、KMPVR-彩-）
- 性欲優先♪ どすけべ24H発情メイド 家事そっちのけでちんしゃぶ奉仕（2月21日、KMPVR-彩-）
- シン・顔面特化アングルVR～宍戸里帆が顔面至近距離でボクをパイズリで射精管理する!!～（4月19日、KMPVR）
- 天井特化アングルVR ～あざとカワイイ後輩～ 宍戸里帆（5月3日、KMPVR）
- なぜ、他人のオンナってこんなにも魅力的なんだろう…彼氏いるのに終電逃して部屋に泊まりに来たバイト先の不埒な巨乳ショートカット後輩‘宍戸さん’の癒し笑顔の裏にあるオンナの顔に触れる浮気性交 宍戸里帆（6月11日、kawaii*）
- 性欲増強マッサージと小悪魔的焦らしによって最高の射精体験ができるアジアン回春エステ 宍戸里帆（6月30日、SODクリエイト）
- 【VR】濡れ髪喪女ニートVR ～エロ漫画みたいな’メスがっちゃう’エッチがしたい～ 宍戸里帆（7月22日、ケイ・エム・プロデュース）
- 【VR】宍戸里帆に沼る（8月5日、ケイ・エム・プロデュース）

### ネット配信
- 【エロ偏差値高すぎな巨乳塾講師】憧れの先生は意外とヤレる!? 愛嬌抜群の明るい性格! 思わず抱きしめたくなる肉感ボディ! りほ 22歳 塾講師（1月27日、DOC）
- 【舐められて感じちゃう敏感背中】全力ヤリたい案件!! 笑顔がかわいいGカップ巨乳むちむちボディードM美女! ブラからはみ出るパフィーニップル、パンツからはみ出るまん毛。尋常じゃないエロフェロモン! 久しぶりのガンガンピストン攻撃に連続イキ連発! 潮と愛液の噴水が止まらない!! 【初撮り】ネットでAV応募→AV体験撮影 2296 りほ 22歳 コラムライター（2月1日、シロウトTV）
- 【超肉感Gカップむち尻同僚女と湯けむり浮気NTR】ノリ良し顔良し相性良しの3拍子揃ったデカ乳OLが彼女持ち同僚男を爆乳で誘惑！露天風呂で声を抑えながらむっちりデカ尻に生チ●コ挿入! 湯上りの火照った身体にオイル塗りたくった極上激シコボディをハメまくり! 浴衣から覗くたわわすぎるおっぱいに大量精子ぶっかけ! りほ（2月4日、MOON FORCE 2nd）
- G乳セフレOL りぽ（2月4日、MOON FORCE 2nd）
- マジ軟派、初撮。 2135 さとみ(仮) 21歳 大学生 【変態でごめんなさい…!】Gカップ・美くびれのスタイル抜群ショートヘア美女は、真のドМド淫乱! 快楽貪る女豹交尾に180度大開脚ピストンは、圧巻の見応え抜きごたえ! ひまわりのように明るいあの子は、乱暴にいじめられるほど興奮する変態女子!（2月18日、ナンパTV）
- 家まで送ってイイですか? case.265 優乃さん / 22歳 / 美大生 【Hカップ美女は欲求不満MAX】セックスギガ盛りSP! Dのハメ撮りからのデカチン男登場! 『すぐイッちゃう早漏マ●コでごめんなさい…』【ゼロピストン絶頂の衝撃】今流行りのショートボブ・爆乳・エロたぬき顔・超イイヤツの奇跡! ⇒ またチ●コが消えた! 先っちょが出た! パイズリ中の亀頭舐め⇒スパンキング! ドMな本性さらけ出し爆イキセックス ⇒ 私にはドラマがない、強いて言うなら… 彼女のLet It Be（2月21日、ドキュメンTV）
- しほちゃん (erk087)（2月26日、素人ホイホイ）
- G乳高学歴JD@しど (hoi363)（3月1日、素人ホイホイZ）
- りほ (mmnm029)（3月6日、しろうとまんまん沼）
- 知性と変態性の爆乳JD@RIO (hhl123)（3月7日、素人ホイホイLOVER）※RIO名義
- 【ピストンで暴れるGカップ】女性用風俗大好き巨乳美女がエロエステ体験! 際どい部分を揉みほぐされ、焦らされてマ●コ濡れ濡れ! 快楽に身を任せ膣奥までずっぽり挿入! 中に出しても全然ヤり足りない連続セックス!!【PornGirl】【riho】 宍戸里帆（3月15日、街角シロウトナンパ）
- シホ (hpt036)（3月15日、素人ホイホイ）
- 何度も何度もビクビクイキまくっちゃうGカップ柔乳彼女13 りほちゃん（4月7日、MOON FORCE ラヴ）
- 成島里帆 (No.1529)（4月17日、舞ワイフ）
- 成島里帆 ※蒼い再会 (No.1540)（5月27日、舞ワイフ）
- 【嫁の女友達 (H乳) と中出しW不倫】【バリキャリ美女の濡れ蒸れま●こ】エロいこと大好きな最高のスケベ美女。外でも関係なくま●こをぐちょぐちょに濡らしてるど変態。デカチンに頬擦りして喉奥まで咥え込んで自らオナニー。濡れ蒸れま●こにおまちかねのデカチンを捩じ込むと、爆乳揺らしながら嬉しそうに連続絶頂。10年もセフレ関係続けてるのに、ますますSEXの相性が良くなる最高の女。旦那も発射したことない膣内に今日も生中出し。【既婚男性 × 既婚女性】【密会ナマハメ撮り】case.9 りほ 29歳 会社員（6月17日、プレステージプレミアム）

### イメージビデオ
2022年
- Riho Endless world 宍戸里帆（8月4日、REbecca）[58]
- 湯女美人 宍戸里帆（11月30日、スパイスビジュアル）[59]

2023年
- étoile 宍戸里帆（6月9日、ファインピクチャーズ）[60]

2024年
- Clarity 宍戸里帆（2月16日、ファインピクチャーズ）[61]
- 美女のハダカ 宍戸里帆（6月26日、スパイスビジュアル）
- Best naked 宍戸里帆（9月28日、CRANE）
- Best naked 02 宍戸里帆（12月28日、Naked Actress）

2025年
- Best naked 03 宍戸里帆（3月28日、Naked Actress）

### 写真集
- 宍戸里帆1st写真集 ピュアりぽーと（2022年7月30日、徳間書店、撮影：上野勇）ISBN 978-4198654962[62]
- らぶぱら 宍戸里帆（2023年6月2日、竹書房、撮影：マキハラススム）ISBN 978-4801935716[63]

### デジタル写真集
- 宍戸里帆 ベティ・ブルーになりたくて 週刊ポストデジタル写真集（2022年3月28日、小学館、撮影：熊谷貫）[64]
- プレミアムヌードシリーズ 宍戸里帆 現役女子大生のマシュマロ巨乳 週刊現代デジタル写真集（2022年10月28日、講談社、撮影：福島裕二）
- プレミアムヌードシリーズ 宍戸里帆 パフィーニップル 週刊現代デジタル写真集（2022年10月28日、講談社、撮影：福島裕二）
- Count sheep【Nap】宍戸里帆（2022年12月9日、ジーオーティー、撮影：羊肉るとん）
- Count sheep【Sleep】宍戸里帆（2022年12月9日、ジーオーティー、撮影：羊肉るとん）
- Riho Endless world 宍戸里帆（2022年12月28日、REbecca）
- #Escape 宍戸里帆（2023年1月13日、ジーオーティー、撮影：manimanium）[65]
- PRISM 宍戸里帆（2025年5月2日、プレステージ出版、撮影：富田恭透）※【グラビア写真集】と【ヌード写真集】の2種類あり。またDMMブックス版 / FANZAブックス版には限定特別カットを追加収録。

### モデル
- プレミアムヌードポーズブック 宍戸里帆（2022年8月20日、ジーオーティー、撮影：田村浩章）[66] ISBN 978-4-8236-0327-3
- みんなあつまれ MOODYZキャンペーン2022 Special Photo Book（2022年11月4日、FANZA BEAUTY COLLECTION）※デジタル写真集。FANZA限定配信[67]。
- PIN-UP GIRLS（2023年2月15日、G-STYLE）
- WGLuxury Vol.1（2023年4月25日、講談社、撮影：福島裕二）※芸能事務所『マインズ』所属女優6名がモデルを務めるムック本[68]。ISBN 978-4-06-531611-5
- みんなあつまれ MOODYZキャンペーン2024 スペシャルフォトブック（2024年3月15日、FANZA BEAUTY COLLECTION）デジタル写真集。FANZA限定配信。Zキャンペーン2024 スペシャルフォトブック（2024年3月15日、FANZA BEAUTY COLLECTION）※FANZA限定配信デジタル写真集。

## 製品

### トレーディングカード
- CJ SEXY CARD SERIES VOL.98 宍戸里帆 OFFICIAL CARD COLLECTION ～帆とさざ波～（2023年4月29日、ジュートク）

### カレンダー
- 宍戸里帆 2023年カレンダー（2022年10月29日、トライエックス）[69]
- 卓上 宍戸里帆 2023年カレンダー （2022年10月29日、トライエックス）[70]
- 宍戸里帆 2024年カレンダー（2023年10月28日、トライエックス）[71]
- 卓上 宍戸里帆 2024年カレンダー（2023年10月28日、トライエックス）[72]
- 宍戸里帆 2025年カレンダー（2024年10月26日、トライエックス）

## 出演

### テレビ
- 奈々のトビラ（2022年7月17日、8月17日、11月16日、エンタ!959）
- 月ともぐら（2023年11月17日 - 12月15日・2024年3月8日 - 15日、テレビ東京）

### ウェブバラエティー
- カンニング竹山の土曜The NIGHT（2022年5月22日[73]、6月12日、8月14日、9月4日、10月16日[74]、11月27日[75]、2023年1月1日、ABEMA）準レギュラー[76]
- ロンドンハーツABEMA特別編（2022年5月31日、ABEMA）アンケート協力[77]
- カチコチTV（2022年10月21日　FANZA見放題chライト）
- 鶴瓶＆ナイナイのちょっとあぶないお正月2023（2024年1月1日、ABEMA）- 大縄跳び美女[78]
- メンタメch -大人のセイカツ向上委員会-（2024年3月28日 - 、メンタメch/YouTube）- パーソナリティ
- 東京スキャンダルクラブ（2024年5月15日 - 6月12日、FANZA TV）

### ウェブドラマ
- オンナたちの告白～アリス～（2023年12月6日、監督：カワノゴウシ、「オンナたちの告白」製作委員会） - アリス 役
- 真・透明変態人間3 淫靡な香りの奥に透けるオンナの欲望（2024年1月5日、シネポップ、シネマファスト） - カレン 役[79]
- 真・透明変態人間4 妖艶美女は危険とエロスの香り（2024年2月2日、シネポップ、シネマファスト） - カレン 役[80]

### オリジナルビデオ
- 不倫のルール 禁断の媚薬（2024年6月5日、ブリーズ、カワノゴウシ監督）[81]

### ラジオ
- AuDee CONNECT（2022年8月18日、JFNC）ゲストパートナー
- ねむチキ（2024年3月17日・24日、TBSラジオ）

### 映画
- モーテル303（2023年11月29日、オーピー映画） - 鈴木咲 役[82][83]
- はじまらない恋（2024年12月7日、オーピー映画） - 石田風花 役[84]
- 悪い夏（2025年3月20日、クロックワークス）[85]

### ゲーム
- 異世界帰りの僕と失われた恋（2025年5月1日、第四の壁） - 営業社員 役

### イベント
- 宍戸里帆、AVデビュー35日目初めてのトークイベント（2022年4月4日、新宿ロフトプラスワン）
- ＃フレッシュフェス2023撮影会（2023年5月6日、埼玉県しらこばと水上公園）[10]
- NS ROUNDER Vol.14 SAITAMA（2023年6月18日、埼玉県大門上池調節池広場）[11][12]
- マインズ15周年popupイベントフィナーレinエターナルステージ（2024年11月17日、秋葉原 eternal stage）[86]

## 執筆

### コラム
- MOODYZ専属 宍戸里帆セルフレビューコラム連載『りぽDのファイト一発！』（2022年5月10日[87]‐2024年8月2日 、FANZAニュース）
- 宍戸里帆の淫鬱な楽園（2022年5月15日[88]‐7月3日、デラべっぴんR）
- 宍戸里帆のViddy Well（2022年11月14日[89] - 2023年9月21日、Bezzy）